# Dimitrios Rallis

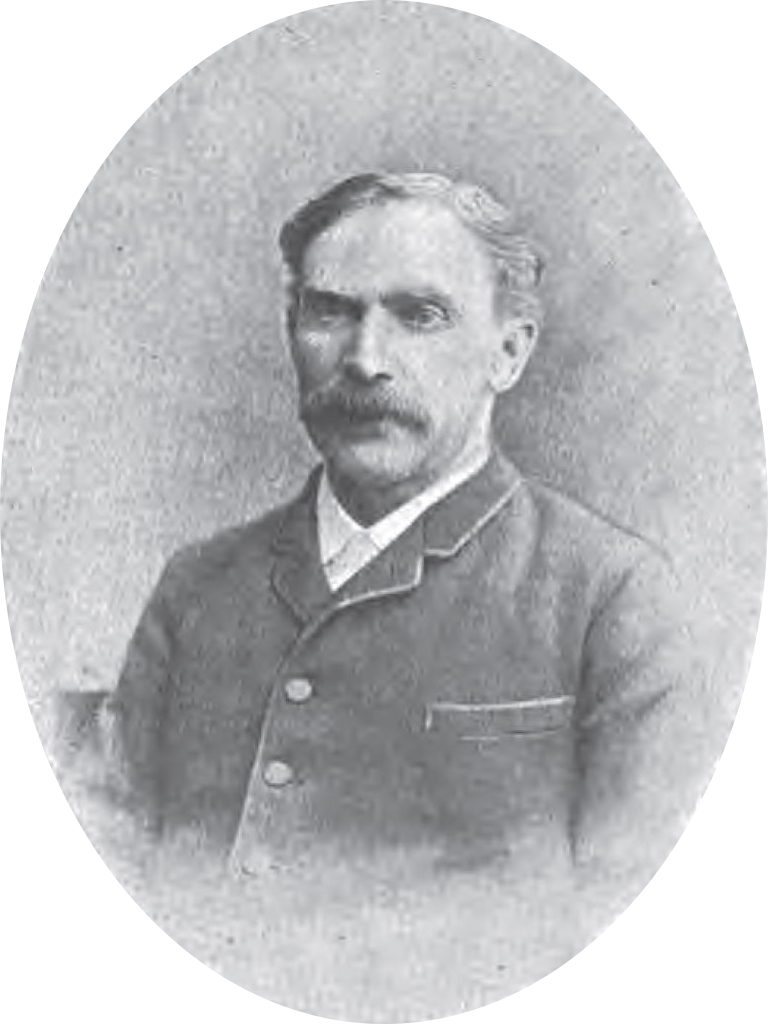
Dimitrios Rallis

Dimitrios Rallis (griechisch Δημήτριος Ράλλης; * 1844 in Athen; † 5. August 1921 in Athen) war ein griechischer Politiker und ehemaliger Ministerpräsident.

## Familie und Studium
Rallis entstammte einer Familie, deren Wurzeln bis in die Zeit des oströmischen Reichs zurückreichen und die seit dem 15. Jahrhundert eine führende Rolle im öffentlichen Leben Griechenlands spielte. Sein Vater Georgios Rallis war Minister im Kabinett von Athanasios Miaoulis und später Präsident des Obersten Gerichts (Areopag). Sein Sohn Ioannis Rallis und sein Enkel Georgios Rallis waren ebenfalls Ministerpräsidenten.
Er absolvierte nach der Schulausbildung ein Studium der Rechtswissenschaften. Während seines Studiums kam es über die Rolle von König Otto I. zu Konflikten mit seinem Vater, der zu diesem Zeitpunkt Minister war. Nach Teilnahmen an Protesten gegen den König setzte er auf Befehl seines Vaters sein Studium in Paris fort. Dort erfolgte seine Promotion zum Doctor Iuris mit einer Dissertation über „Verbindlichkeiten der Marine“. Nach seiner Rückkehr nach Griechenland wurde er 1868 Dozent für Handelsrecht an der Universität von Athen.

## Politische Laufbahn

### Abgeordneter und Minister
Rallis begann seine politische Laufbahn 1872 mit der erstmaligen Wahl zum Abgeordneten der Nationalversammlung (Voulí ton Ellínon). Dort vertrat er bis zu seinem Tode den gleichen Wahlkreis von Athen.
Nach der Gründung der so genannten „Fünften Partei“ (Pempto Komma) durch Charilaos Trikoupis 1872 trat er dieser bald darauf bei und war von Mai bis Oktober 1875 im ersten Kabinett von Trikoupis Minister für Kirchen und Unterricht. In den folgenden Jahren kam es wiederholt zu verbalen Schlagabtauschen mit den Ministerpräsidenten während der Parlamentssitzungen.
Erst 1882 berief ihn Trikoupis erneut als Justizminister in sein Kabinett. Allerdings trat er bereits 1883 von diesem Amt wieder zurück und gründete mit der so genannten „Dritten Partei“ (Trito Komma) seine eigene Partei.
Nach dem Rücktritt von Ministerpräsident Theodoros Deligiannis am 1. März 1892 und dem Sieg seiner Dritten Partei berief König Georg I. jedoch nicht ihn als Vorsitzenden der Dritten Partei (TK), sondern Konstantinos Konstantopoulos zum Ministerpräsidenten. Aus Protest gegen diese Entscheidung traten Rallis und die meisten Abgeordneten aus der TK aus, so dass Konstantopoulos bereits am 22. Juni 1892 als Ministerpräsident zurücktreten musste.
Während der Regierung von Sotirios Sotiropoulos war er von Mai bis November 1893 Finanzminister.

### Ministerpräsident
Am 30. April 1897 wurde Rallis erstmals Ministerpräsident. In seiner Amtszeit handelte er einen Waffenstillstand mit der Türkei in der Kretafrage aus, musste aber die internationale Kontrolle der Staatsfinanzen akzeptieren. Er musste bereits am 3. Oktober 1897 zurücktreten, weil König Georg I. die Bedingungen seiner Friedenspolitik kritisierte.
Vom 11. Juli bis 19. Dezember 1903, 22. Juni bis 21. Dezember 1905 und 29. Juli bis 28. August 1909 war er erneut Ministerpräsident von Übergangsregierungen. In seinen Regierungen übernahm er zeitweise auch die Ämter des Außen- oder Finanzministers. Während seiner Amtszeiten versuchte er eine vorsichtige Annäherung an die Türkei sowie militärische und wirtschaftliche Reformen.
Während der zuletzt genannten Regierung wurde eine militärische Revolution der Militärliga unter Oberst Nikolaos Zorbas niedergeschlagen. Dieses führte jedoch zu einer Stärkung des früheren Ministers Eleftherios Venizelos, der in den folgenden 25 Jahren die griechische Regierungspolitik entscheidend prägte. Rallis stand Venizelos grundsätzlich kritisch gegenüber, auch wenn er dem Eintritt Griechenlands in den Ersten Weltkrieg unter Ministerpräsident Venizelos auf Seiten der Entente begrüßte.
Später war er im Kabinett von Stephanos Skouloudis wieder Finanzminister (April bis Juni 1916).
Für eine kurze Zeit war er vom 18. November 1920 bis zum 6. Februar 1921 erneut Ministerpräsident einer Übergangsregierung. Zugleich übernahm er in seinem Kabinett das Amt des Außenministers.

### Patronage
Als ein kurioses Beispiel für die Allgegenwart von Klientelbeziehungen im politischen Betrieb des sich entwickelnden griechischen Staates verweist Richard Clogg darauf, dass Rallis um die Jahrhundertwende etwa 1000 Patenkinder gehabt haben soll, an deren Namenstage er sich erinnern musste und für die er gegebenenfalls auch Arbeit hätte finden müssen.

## Biographische Quellen und Hintergrundinformationen
- Kurzbiographie der Familie Rallis
- Ministerliste der Regierungen 1899–1924 (Memento vom 27. Mai 2007 im Internet Archive)
- Political Developments between 1897 and 1909